# Зелёная змея
«Зелёная змея» (иер. трад. 青蛇, кант.-рус.: Чхин сэ, англ. Green Snake) — гонконгская фэнтезийная драма 1993 года. Режиссёром картины выступил Цуй Харк. Экранизация одноимённого романа Лилиан Ли.

## Сюжет
Фатхой — монах. Своей задачей он видит спасение мира. Он путешествует по свету, изгоняя демонов. Однажды монах встречает Зелёную и Белую Змею в лесу и хочет убить их. Тем не менее, они укрывают женщину при родах от дождя, поэтому Фатхой позволяет им уйти. Белая Змея спасает Зелёную, и теперь они считают друг друга сёстрами. Благодаря буддийской жемчужине обе превратились в человеческие существа. Белая Змея стала Пак Соучин и имеет спокойный характер, поскольку тысячу лет обучалась Дао. В неё влюбляется Хёй Синь, молодой учитель. Зелёная Змея стала Сиучхин, но до сих пор не может избавиться от змеиного интеллекта. Она балует себя песней и танцем и любит повалять дурака. Чтобы схватить двух змей, Фатхой отводит Хёй Синя в Золотой храм и предупреждает об опасности увлечения Пак Соучин. Она пытается спасти Хёй Синя и дерётся с монахом. Она преждевременно рожает сына и жертвует собой. Фатхой понимает, что Соучин уже полностью стала человеком благодаря тренировки Дао. Сиучхин задета человеческими эмоциями и убивает Хёй Синя, чтобы тот смог встретиться с Соучин на небесах. Фатхой раскаивается в смерти невинных людей в результате его действий изгнания нечистой силы. 

## В ролях
- Мэгги Чун — Зелёная Змея (Сиучхин[англ.])
- У Синго[англ.] — Хёй Синь[англ.]
- Винсент Чжао[англ.] — монах Фатхой[англ.]
- Джои Вон — Белая Змея (Пак Соучин[англ.])
- Ма Цзинъу[кит.] — слепой даос
- Тянь Фэн — Паук-демон
- Лау Кон[англ.] — слепой монах
- Лук Качёнь[кит.] — Чхёнь Чхун
- Чань Тунмуй — прислуга в публичном доме

## Номинации
13-я Гонконгская кинопремия (1994) — номинация в следующих категориях:
- Лучший художник-постановщик (Билл Лёй)
- Лучший дизайн костюмов и грима (Уильям Чён Сукпхин[англ.], Бобо Ын)
- Лучшая музыка к фильму (Джеймс Вон Чим[англ.], Марк Лёй[англ.])